# HP-19C

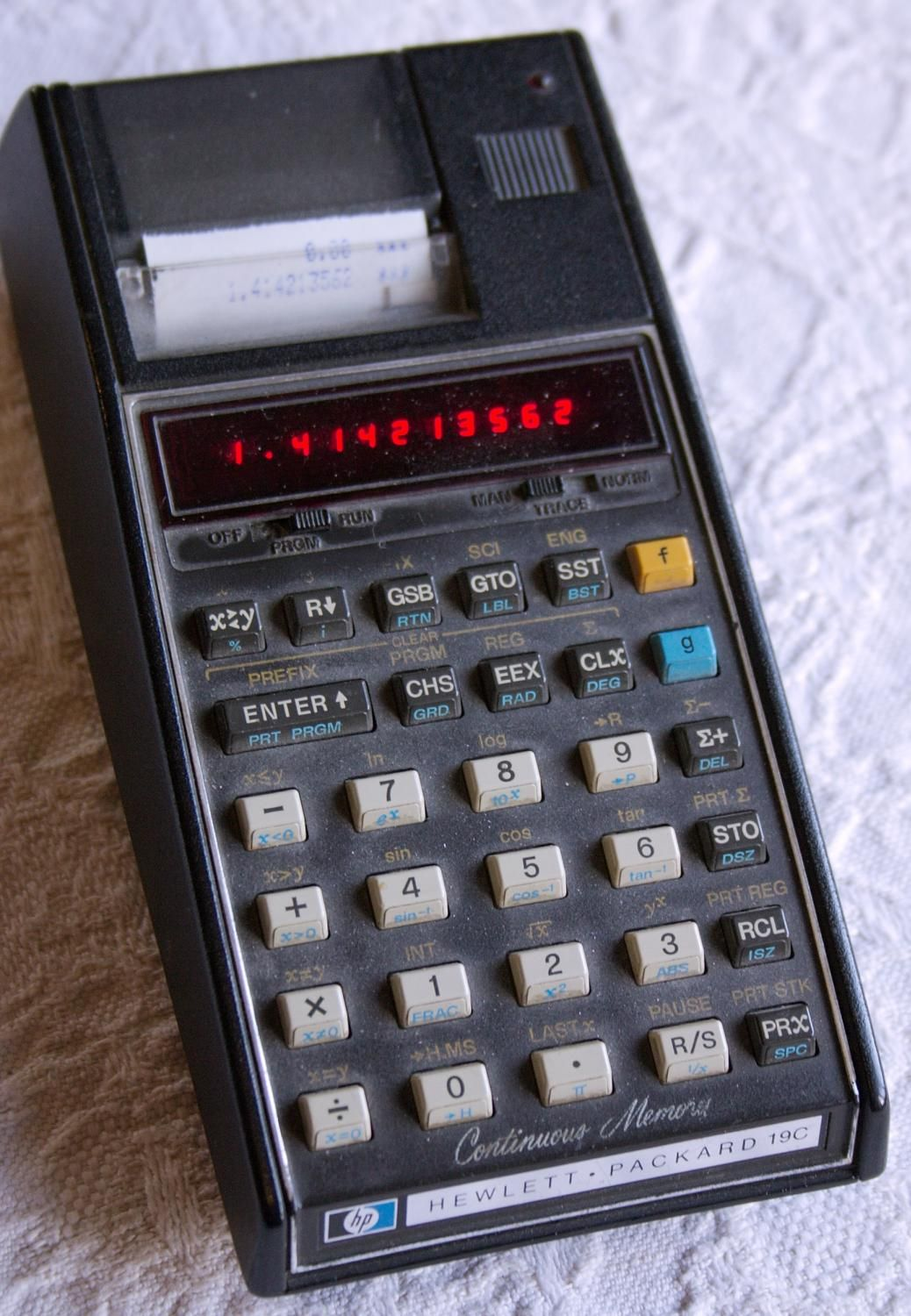
Calculadora HP-19C.

El HP-19C y el HP-29C eran calculadoras científicas y de ingeniería de bolsillo hechas por Hewlett-Packard entre 1977 y 1979. Fueron los últimos y los más avanzados modelos de la familia "20" (compare con el HP-25). Incluían "Memoria Continua" (memoria CMOS respaldada por batería) como característica de estándar.
El HP-19C incluyó una pequeña impresora térmica, haciéndola una de las muy pocas calculadoras científicas de mano en ofrecer esta característica (HP-91, HP-92 y HP-97 eran una unidad de escritorio, y modelos posteriores como el HP-41C solamente soportaba impresoras externas). Debido a los requisitos de energía de la impresora, el 19C usaba un paquete de baterías de cuatro celdas de NiCd tamaño AA, agregando peso a la calculadora y al mecanismo de impresión.
Todas las otras capacidades eran iguales en ambos modelos, la lógica de expresiones RPN, 98 pasos de memoria de programa, funciones estadísticas, y 30 registros.
El HP-29C y el HP-19C ampliaron las capacidades de programas del HP-25, agregando a subrutinas, bucles de incremento/decremento, bifurcación relativa y direccionamiento indirecto (vía el registro 0 como índice).
El HP-19C y el HP-29C fueron introducidos en $345 MSRP y $195 MSRP respectivamente.

## Miscelánea
El nombre código interno en HP para el 29C era Bonnie, el 19C correspondientemente fue nombrado Clyde.